# 胡家镇 (黑山县)
胡家镇，是中华人民共和国辽宁省锦州市黑山县下辖的一个乡镇级行政单位。

## 行政区划
胡家镇下辖以下地区：
胡家村、河沿村、孤家子村、甄家村、小谢村、小荒村、前黑村、蒋屯村、东兴村、东下村、头道村和曹家窝铺村。